# 第10SS装甲師団
第10SS装甲師団『フルンツベルク』（だい10SSそうこうしだん フルンツベルク、ドイツ語: 10. SS-Panzer-Division Frundsberg）とは、武装親衛隊の師団の一つ。1943年初頭、予想される連合国軍の侵攻に対応するための予備兵力として設立された。しかし初陣を1944年4月のウクライナにて経験し、その後西部戦線へと移り西側連合国と戦闘を交えるが敗走。ベルリン南西部のラウジッツで終戦を迎えた。名称は15世紀のドイツ人の英雄ゲオルク・フォン・フルンツベルク（ランツクネヒトの父）に由来する。
ノーベル賞受賞作家のギュンター・グラスは当師団に1945年2月に配属され、同年4月20日に負傷するまで戦車の装填手として務めていた。

## 第10SS装甲擲弾兵師団
東部戦線などにおける武装SS師団の活躍により、1943年1月8日、SS長官ハインリヒ・ヒムラーは2個武装SS師団の新設を命じた。1943年2月1日にベルリンのリヒターフェルデで「第10SS装甲擲弾兵師団（10. SS-Panzergrenadier-Division）」として編成が開始され、その後、師団は北フランスのボルドー地域に配置された。3月1日、師団に『カール・デア・グロッセ（Karl der Große）』という名誉ある名称を与えられたが、装甲連隊の編成は遅れていた。そのため、当初の装甲連隊は2個大隊編成となっていた。
第1大隊は1944年末においても車輛が不足しており、大隊には独自に突撃砲中隊が設けられ、赤軍の鹵獲品までもが使用されていた。
1943年7月、師団はビアリッツ東部へ移動した後、今度はマルセイユ以北の地域に移された。ここで師団の訓練が続けられた。10月、OKWは師団にイタリア軍の車両を補充するよう命じた。
1943年10月26日、装甲師団への再編と共に師団名も「第10SS装甲師団『フルンツベルク』（10. SS Panzer-Division "Frundsberg"）」と改称された。
他の武装SS師団と同様、歴史上の傑出した人物の名の採用（第9SS装甲師団「ホーエンシュタウフェン」、第7SS義勇山岳師団「プリンツオイゲン」など）は、武装SSの軍人的理想像を反映していた。しかし、こうした英雄像のモデルは、第一次世界大戦後に作家のエルンスト・ユンガーによって創作されたランツクネヒト像に基づいている。

## 第10SS装甲師団
1943年10月26日、第10SS装甲師団への再編後、師団はディヴとセーヌの間に移動した。第17SS装甲擲弾兵師団と共に北フランスの守りにつき、12月31日の時点で、19,313名の兵力を有していたが、一部が同師団に譲渡され戦力は低下した。
第9SS装甲師団と共に国防軍の総予備となったが、1944年3月のカメネツ＝ポドリスキー包囲戦における第ⅠSS装甲軍団の危機に対して投入された。タルノポリで包囲された同軍団の救出に成功すると、回復のために北ウクライナで補充を受けていたが、1944年3月にプロスクロフ、タルノポール方面での赤軍の攻勢が始まると、師団は3月26日に警戒態勢に入り、東部戦線に移動した。
1944年4月4日、最初の輸送船がポダイス（Podhajce）に到着し、直ちにブチャチ（Buchach）方面へ攻撃を開始した。激しい戦闘の後、第ⅠSS装甲軍団の救援に成功したが、この2週間の戦闘で、戦死者577人、負傷者1,432人、行方不明者67人という損害をうけ、4月25日から師団は陸軍集団予備として、ロハティン＝ハリッチ地区に移動した。1944年5月1日、師団はポモルザニ地区へ移動し、対パルチザン戦に投入された。
1944年6月6日、連合軍のノルマンディー上陸作戦が始まると、急遽、輸送列車でフランスへ移送され、1944年6月20日、師団はメッツの南西にあるナンシー＝バー・ル・デュック地区に到着した。
6月29日からカーン地区でのドイツ軍の反攻作戦に参加したが、ファレーズでの防衛戦（ファレーズ・ポケット）に巻き込まれて大損害を受け撤退し、第9SS装甲師団と共にオランダのアーネム近郊で休養・再編成を行っていた。しかし、マーケット・ガーデン作戦による連合軍空挺部隊との遭遇により戦闘が発生、兵員・装備共に不足した状態でありながら、第9SS装甲師団と共に第IISS装甲軍団を形成し、英第1空挺旅団に大損害を与えた。1945年1月まではライン中流のアルザス周辺での攻防戦に参加していたが、1945年2月には東部戦線に移動された。ポラメニア防衛線を経てベルリン南方でベルリン防衛の一翼を担った。ハルベの戦いにより赤軍に包囲された師団は、モーリッツブルクを経由してチェコスロバキアのテプリツェ近郊に撤退し、そこで米軍に降伏した。
本師団は第二次世界大戦を通じて、姉妹部隊の第9SS装甲師団と共に第1、第2、第3、及び第5SS装甲師団同様の精鋭部隊として編成されていた。

## 歴代師団長
階級は師団長在任時のもの。
- ミヒャエル・リッペルトSS大佐（1943年2月1日～2月15日）
- ロタール・デベス（de:Lothar Debes）SS少将（1943年2月15日～11月15日）
- カール・フォン・フィッシャー＝トロイエンフェルト SS中将（1943年11月15日～1944年4月27日）
- ハインツ・ハルメルSS少将（1944年4月27日～1945年4月28日）
- フランツ・ローステル（Franz Roestel）SS中佐（1945年4月28日～1945年5月8日）

## 戦闘序列[5]
第10SS装甲擲弾兵師団『カール・デア・グロッセ』（1943年3月1日）
- 第1SS装甲擲弾兵連隊 「フルンツベルク」 (SS-Panzer-Grenadier-Regiment 1 "Frundsberg")
- 第2SS装甲擲弾兵連隊 「フルンツベルク」 (SS-Panzer-Grenadier-Regiment 2 "Frundsberg")
- 第10SSオートバイ兵連隊 (SS-Kradschützen-Regiment 10)
- 第10SS対戦車猟兵大隊 (SS-Panzerjäger-Abteilung 10)
- 第10SS突撃砲大隊 (SS-Sturmgeschütz-Abteilung 10)
- 第10SS砲兵連隊 (SS-Artillerie-Regiment 10)
- 第10SS高射砲大隊 (SS-Flak-Abteilung 10)
- 第10SS工兵大隊 (SS-Pionier-Bataillon 10)
- 第10SS通信大隊 (SS-Nachrichten-Abteilung 10)
- 第10SS医療大隊 (SS-Sanitäts-Abteilung 10)
- 第10SS設営大隊 (SS-Wirtschafts-Bataillon 10)
- 第10SS補給小隊 (SS-Nachschubtruppen 10)
- 第10SS整備大隊 (SS-Instandsetzungs-Abteilung 10)

第10SS装甲師団『フルンツベルク』（1943年10月26日）
- 第10SS装甲連隊 「ランゲマルク」 (SS Panzer-Regiment 10 "Langemark")
- 第21SS装甲擲弾兵連隊 (SS Panzer-Grenadier-Regiment 21)
- 第22SS装甲擲弾兵連隊 (SS Panzer-Grenadier-Regiment 22)
- 第10SS装甲砲兵連隊 (SS Panzer-Artillerie-Regiment 10)
- 第10SS高射砲大隊 (SS-Flak-Abteilung 10)
- 第10SS突撃砲大隊 (SS-Sturmgeschütz-Abteilung 10)
- 第10SSオートバイ兵連隊 (SS-Kradschützen-Regiment 10)
- 第10SS対戦車猟兵大隊 (SS-Panzerjäger-Abteilung 10)
- 第10SS装甲工兵大隊 (SS Panzer-Pionier-Bataillon 10)
- 第10SS装甲通信大隊 (SS Panzer-Nachrichten-Abteilung 10)
- 第10SS供給部隊 (SS Versorgungseinheiten 10)

## 作戦地域
| 年     | 月日   | 軍団 (Armee-Korps) | 軍 (Armee)         | 軍集団 (Heeresgruppe)      | 師団本部       |
| ------ | ------ | ------------------ | ------------------ | -------------------------- | -------------- |
| 1943年 | 1月8日 | 編成中             | ―                  | D軍集団 （Heeresgruppe D） | フランス南部   |
| 1943年 | 5月    | 編成中             | 第1軍 （1. Armee） | D軍集団 （Heeresgruppe D） | フランス南西部 |

| 年     | 月日                      | 軍団 (Armee-Korps)                     | 軍 (Armee)                           | 軍集団 (Heeresgruppe)                           | 師団本部                  |
| ------ | ------------------------- | -------------------------------------- | ------------------------------------ | ----------------------------------------------- | ------------------------- |
| 1943年 | 10月26日                  | 自由運用 （z. Vfg.）                   | 第15軍 （15. Armee）                 | D軍集団 （Heeresgruppe D）                      | フランス北部              |
| 1943年 | 12月                      | 自由運用 （z. Vfg.）                   | －                                   | D軍集団 （Heeresgruppe D）                      | フランス北部              |
| 1944年 | 1月                       | 自由運用 （z. Vfg.）                   | －                                   | D軍集団 （Heeresgruppe D）                      | フランス北部              |
| 1944年 | 4月                       | 第ⅡSS装甲軍団 （Ⅱ.SS-Panzerkorps）     | 第1装甲軍 （1. Panzerarmee）         | 北ウクライナ軍集団 （Heeresgruppe Nordukraine） | テルノピリ                |
| 1944年 | 5月                       | 自由運用 （z. Vfg.）                   | －                                   | 北ウクライナ軍集団 （Heeresgruppe Nordukraine） | リヴィウ                  |
| 1944年 | 7月                       | 第ⅡSS装甲軍団 （Ⅱ.SS-Panzerkorps）     | 西方装甲集団 （Panzergruppe West）   | B軍集団 （Heeresgruppe B）                      | ノルマンディー            |
| 1944年 | 8月                       | 再編中                                 | －                                   | B軍集団 （Heeresgruppe B）                      | オランダ                  |
| 1944年 | 10月 （戦闘団として編成） | 第ⅡSS装甲軍団 （Ⅱ.SS-Panzerkorps）     | 第1降下猟兵軍 （1. Fallschirmarmee） | B軍集団 （Heeresgruppe B）                      | アルンヘム                |
| 1944年 | 11月                      | 第LXXXVIII軍団 （LXXXVIII.Armeekorps） | 第15軍 （15. Armee）                 | B軍集団 （Heeresgruppe B）                      | デューレン                |
| 1944年 | 12月                      | 自由運用 （z. Vfg.）                   | 第5装甲軍 （5. Panzerarmee）         | B軍集団 （Heeresgruppe B）                      | アイフェル                |
| 1945年 | 1月                       | 自由運用 （z. Vfg.）                   | 第15軍 （15. Armee）                 | B軍集団 （Heeresgruppe B）                      | アイフェル                |
| 1945年 | 2月                       | 第XXXIX軍団 （XXXIX.Armeekorps）       | 第11軍 （11. Armee）                 | ヴァイクセル軍集団 （Heeresgruppe Weichsel）    | ポンメルン                |
| 1945年 | 3月                       | 自由運用 （z. Vfg.）                   | 第9軍 （9. Armee）                   | ヴァイクセル軍集団 （Heeresgruppe Weichsel）    | フランクフルト (オーダー) |
| 1945年 | 4月                       | 自由運用 （z. Vfg.）                   | －                                   | 中央軍集団 （Heeresgruppe Mitte）               | ラウジッツ                |
| 1945年 | 5月                       | 自由運用 （z. Vfg.）                   | 第4装甲軍 （4. Panzerarmee）         | 中央軍集団 （Heeresgruppe Mitte）               | ザクセン                  |

## 主な配備車両
- Ⅳ号戦車
- V号戦車パンター
- Ⅳ号駆逐戦車
- Ⅲ号突撃砲

- Sd.Kfz. 231
- Sd.Kfz. 222
- Sd.Kfz. 250
- Sd.Kfz. 251
- Sd.Kfz. 10/4

- メーベルワーゲン
- ヴェスペ
- グリーレ
- フンメル

## 栄典
| 画像 | 氏名                                 | 階級   | 所管                                | 受章年月日     |
| ---- | ------------------------------------ | ------ | ----------------------------------- | -------------- |
|      | オットー・ペッシュ                   | SS中佐 | 第10SS装甲連隊長                    | 1944年9月23日  |
|      | ハンス・ライター                     | SS少尉 | 第21SS装甲擲弾兵連隊参謀長          | 1944年8月23日  |
|      | カール・ケック                       | SS大尉 | 第15中隊/第21SS装甲擲弾兵連隊指揮官 | 1944年8月23日  |
|      | カール・バスティアン                 | SS大尉 | 第Ⅱ大隊/第21SS装甲擲弾兵連隊指揮官  | 1944年8月23日  |
|      | エーリッヒ・レヒ                     | SS曹長 | 第2中隊/第10SS装甲偵察大隊小隊長    | 1944年8月23日  |
|      | カール・ハインツ・オイリング         | SS少佐 | 第Ⅳ大隊/第22SS装甲擲弾兵連隊指揮官  | 1944年10月15日 |
|      | レオ・ヘルマン・ラインホルト         | SS大尉 | 第Ⅱ大隊/第10SS装甲連隊指揮官        | 1944年10月16日 |
|      | エルヴィン・バッハマン               | SS中尉 | 第Ⅰ大隊/第10SS装甲連隊副官          | 1945年2月10日  |
|      | フランツ・リーデル                   | SS中尉 | 第7中隊/第10SS装甲連隊指揮官        | 1945年3月28日  |
|      | フランツ・シェルツァー               | SS中尉 | 第Ⅰ大隊/第10SS装甲連隊指揮官        | 1945年3月28日  |
|      | エルンスト・ヨハンテック             | SS少佐 | 第Ⅰ大隊/第10SS装甲連隊指揮官        | 1945年3月28日  |
|      | エルヴィン・フランツ・エステル       | SS中佐 | 第10SS戦車猟兵大隊指揮官            | 1945年5月3日   |
|      | フリードリヒ・ヴィルヘルム・リヒター | SS少佐 | 第Ⅲ大隊/第21SS装甲擲弾兵連隊指揮官  | 1945年5月11日  |

| 画像 | 氏名               | 階級   | 所管             | 受章年月日   |
| ---- | ------------------ | ------ | ---------------- | ------------ |
|      | オットー・ペッシュ | SS中佐 | 第10SS装甲連隊長 | 1945年4月5日 |

| 画像 | 氏名               | 階級   | 所管             | 受章年月日     |
| ---- | ------------------ | ------ | ---------------- | -------------- |
|      | ハインツ・ハルメル | SS少将 | 第10SS装甲師団長 | 1944年12月15日 |